# Gatefjällsbrantens naturreservat
Gatefjällsbrantens naturreservat är ett naturreservat i Årjängs kommun i Värmlands län.
Området är naturskyddat sedan 2021 och är 114 hektar stort. Reservatet ligger väster om Koppom, nära norska gränsen och består av sydvänd brant med lövträd,  gamla grovbarkiga träd och bäckar. Och ett större område med delvis brandpräglad blandbarrskog uppe på platån.